# حوزه انتخابیه ششم آریزونا
حوزه انتخابیه ششم آریزونا یک حوزه انتخابیه مجلس نمایندگان آمریکا است که در ایالت آریزونا قرار دارد.